# Бонифаций II (маркграф Тосканы)
Бонифаций (Бонифацио) II (итал. Bonifacio II di Toscana; ум. после 838) — граф Лукки, маркграф Тосканы 828—834, граф Корсики 828—834, старший сын графа Лукки Бонифация I.

## Биография
Происхождение Бонифация зафиксировано в акте, датированном 5 октября 823 года, который подтверждает избрание его сестры аббатисой монастыря Санти-Бенедетто-и-Схоластика в Лукке.
После смерти отца Бонифаций II унаследовал Лукку, а также ряд графств в долине реки Арно. Он ещё увеличил свои владения и около 828 года стал маркграфом Тосканы. Более того, он расширил свою власть в Лукке, во время его правления епископы Лукки постепенно утратили контроль над муниципальным управлением, которое перешло к графу.
С 770-х годов защита прибрежных вод Тосканы и Корсики находились в ведении графов Лукки. В 825 году король Италии Лотарь I создал капитул для защиты Корсики. В 828 году Бонифаций получил титул префекта и графа Корсики, передав ему управление островом, которое раньше находилось в ведении епископа Луни. В июле-августе Бонифаций вместе с младшим братом Берардо отправился с небольшим флотом на поиски сарацинских пиратов. Не найдя пиратов, он отправился в Сицилию, а оттуда на побережье Африки, напав на владения сарацинов между Утикой и Карфагеном. Разбив пиратов, флот вернулся в Корсику.
После восстания сыновей императора Людовика I Благочестивого, в результате которого Людовик в 833 году был смещён с престола, Бонифаций не поддержал Лотаря I, оставшись верным Людовику. В результате Лотарь изгнал Бонифация из Тосканы, отдав его владения некоему Агано. В 834 году Бонифаций объединился с епископом Вероны Ратало и графом Пипином I из Перроны, сыном бывшего короля Италии Бернарда. Они освободили императрицу Юдифь, жену императора Людовика, заключённую в женский монастырь, и сопроводили её к мужу в Ахен.
В 836—838 годах Бонифаций находился при императорском дворе в Германии, а в 838 году удалился в наследственные владения в южной Франции. В этом же году по приказу Людовика I Благочестивого он, вместе с графом Бигорра Донатом Лупом и аббатом Флавиньи Адребальдом, в качестве missi dominici совершил поездку в Септиманию, во время которой были выявлены многочисленные злоупотребления со стороны маркграфа Бернара и его людей. Во время суда над Бернаром Септиманским Бонифаций был приглашён принять в нём участие, но не смог этого сделать, так как в это время скончался.
Его сын Адальберт I в 846 году смог вернуть владения в Тоскане.

## Брак и дети
Имя жены Бонифация не известно. Дети:
- Бернардо (ум. после 888), граф
- Адальберт I (ум. 886), граф Лукки и маркграф Тосканы с 846.